# Mexikanische Chia
Die Mexikanische Chia [ˈtʃia] (Salvia hispanica) ist eine ursprünglich fast nur in Mexiko und Zentralamerika vorkommende Pflanzenart der Gattung des Salbei (Salvia) innerhalb der Familie der Lippenblütler (Lamiaceae).

## Etymologie
Das Artepitheton hispanica bedeutet „spanisch“ und wurde von Linné irrtümlich vergeben, da die Pflanze, von Mexiko importiert, auch in Spanien kultiviert wurde. Das spanische Wort chía ist aus der Nahuatl-Sprache abgeleitet (chian oder chien) und bedeutet „ölig“.
Es wird auch für andere Arten gebraucht, die ähnliche Samen liefern, beispielsweise die Kalifornische Chia (Salvia columbariae) und Salvia polystachya sowie der Sangura (Hyptis suaveolens) u. a.
Sie ist nicht zu verwechseln mit der Salbei-Art Salvia lavandulifolia, die Spanischer Salbei genannt wird, heute eine Varietät von Salvia officinalis (Salvia officinalis subsp. lavandulifolia (Vahl) Gams).

## Beschreibung
Salvia hispanica ist eine einjährige krautige Pflanze.
Diese Pflanzenart erreicht Wuchshöhen von bis zu 1,75 Meter. Der hellgrüne Stängel ist vierrippig, kantenabgerundet, spärlich verzweigt und haarig. Die kreuzgegenständigen, einfachen, unzerteilten Laubblätter sind eiförmig, vorwärts gesägt, ausgeprägt fiedernervig, und spitz. Sie sind maigrün, mit blassgrüner, fein behaarter Unterseite und feinhaarigen Stielen. Die Blätter sind 4 bis 8 Zentimeter lang und 3 bis 5 Zentimeter breit.
Aus den anfänglich hellgrünen, später dunkleren Knospen mit zweilippigen, dicht behaarten, röhrenartigen Kelchblättern, unten zweizackig, oben kielförmig, scharf gespitzt, erscheinen die zweigeschlechtlichen, zygomorphen, violettblauen oder weißen, zweilippigen, verwachsenkronblättrigen Blüten. Die bogenförmig ausladende, zweilappige Oberlippe ist feinhaarig, die Unterlippe ist dreilappig, mit einem größeren, ausladenden, meist zweiflügligen Mittellappen, dieser ist knapp doppelt so lang wie die Oberlippen. Typischerweise tragen die farbigen Blüten oberseits der großen Unterlippe einen weißlichen Fleck mit dunkelvioletten Punkten.
Diese stehen zu 6 oder mehr in zahlreichen Scheinquirlen, die mehr als 20 Zentimeter lang werden können. Die Staubblätter sind zweipaarig (didynamous); das obere Paar ist steril, der Fruchtknoten ist oberständig, die Narbe ist verzweigt, es sind eiförmige, spitze Tragblätter vorhanden.
Nachdem die Blüten verwelkt sind, färben sich die reifen Fruchtkapseln hellbraun, zuerst am zentralen Blütenstand; dies ist bei der Ernte problematisch. Es ist eine Kurztagpflanze (KTP).
Es werden vierteilige Klausenfrüchte (carcerulus, schizokarp) gebildet. Wenn sie reif sind, teilen sie sich in sehr kleine (durchschnittlich etwa 2 Millimeter lang und 1,25 Millimeter breit), braune, graue, weiße oder schwarze; gesprenkelt und mit rissförmigen Flecken, Streifen; glatte, glänzende, ovale Pseudogetreide-Klausen (Samen) (Merikarp). Die etwas größeren und leichteren weißen Klausen werden nur von weißblütigen Pflanzen produziert.
Die Klausen sind sehr leicht; die Schüttdichte beträgt 0,667–0,722 g/cm³, die Tausendkornmasse beträgt nur ca. 1,3–2 g bei 10 % Feuchtigkeitsgehalt und liegt damit im Bereich von Quinoa und Amarant. Die Klausen können mehr als das Zehnfache ihres Gewichts an Wasser absorbieren.
Die Chromosomenzahl ist 2n = 12.

## Vorkommen
Die Art kommt ursprünglich vom südlichen Mexiko bis Ecuador vor.
Sie bevorzugt gut durchlässige, gut belüftete, stickstoffhaltige, nährstoffreiche, nicht zu salzige, sandige, sandig-lehmige, nicht zu nasse Böden und eine geschützte, sonnige Lage. Sie wächst in tropischen bis subtropischen Regionen, ist frostempfindlich, aber trockenheitsresistent und kann in ariden Zonen gedeihen. Der pH-Bereich der Böden sollte von 5 bis 8,5 liegen, der Temperaturbereich liegt zwischen 11 °C und 36 °C, wobei 16 °C bis 26 °C optimal ist. Sie gedeiht gut in Höhenlagen von 400 bis 2500 Metern. Der Ertrag liegt im Durchschnitt bei ca. 1000–1500 kg/ha.

## Kultivierung

### Geschichte
In vorspanischer Zeit war S. hispanica in Mexiko ein bedeutendes Agrarerzeugnis, das als Nahrungsmittel, zu medizinischen Zwecken und zur Ölgewinnung genutzt wurde. Nach Einschätzung von Wirtschaftshistorikern war Chia als Grundnahrungsmittel ebenso bedeutsam wie Mais, örtlich auch von größerer Bedeutung. Es wurde vor den Bewohnern von den Teotihuacán und dann später von den Tolteken angebaut, aber interessanterweise nicht von den Mayas.
Aztekencodices aus dem 16. Jahrhundert wie der Codex Mendoza und der Codex Florentinus geben umfangreiche Auskunft über die Nutzung von Chia und weisen darauf hin, dass Ackerland in großem Umfang für seinen Anbau genutzt wurde. 21 der zuletzt 38 Tributprovinzen des Aztekenreiches lieferten Chia als Abgabe; nach der Unterwerfung der Azteken durch die spanischen Eroberer brach der Chiaanbau jedoch rasch ein.
Eine ethnobotanische Auswertung von Quellen aus dem 16. und späteren Jahrhunderten deutet darauf hin, dass Primärnutzen von Chia überwiegend medizinischer Natur war; hierbei wird Chia (überwiegend die Samen, nur vereinzelt andere Pflanzenteile) als Bestandteil bzw. Zutat eines Rezeptes beschrieben. Die damit zu behandelnden Leiden werden oft nur ungenau beschrieben und lassen sich keiner modernen Diagnose zuordnen.
Es wurde auch Götterbildnisse aus Chiateig hergestellt, die nach den Zeremonien gegessen wurden.
Zur Ernährung wurden die Samen ganz und gemahlen sowie als Samenschleim und Öl genutzt. Gängig war es in vorspanischer Zeit, die Samen zu rösten und zu einem Mehl namens Chianpinolli zu mahlen, vergleichbar mit der Verarbeitung von Mais, mit dem Chia auch zusammen verarbeitet wurde. Das Mehl wurde zur Herstellung von Tortillas, Tzoalli (Tamales) und verschiedenen Getränken, Chianatolli, genutzt. Nach 1600 nahm die Beliebtheit eines aus den ganzen Samen gewonnenen Erfrischungsgetränkes zu. Auf dem Höhepunkt seiner Verbreitung im 18. und 19. Jahrhundert wurde es von Straßenverkäufern und Wirtsleuten in ganz Mexiko angeboten. Im Gegensatz zu den medizinisch bestimmten Getränken ist dabei der Wasseranteil höher, die Konsistenz dünnflüssiger; Zitrone und Zucker oder Fruchtsaft werden dazugegeben. Diese Zubereitung ist heute noch als „Agua de Chia“ oder „Chia fresca“ (auch Iskiate) bekannt. Der Konsum von gemahlenem Chia ist dagegen allgemein außer Gebrauch gekommen. Dadurch sind viele der ehemaligen Varietäten verschwunden.
Es kam erst 1997 durch den 52-jährigen Tarahumara-Indianer Cirildo Chacarito, der einen 100-Meilen-Lauf in den USA gewann, wieder ins Bewusstsein. Der Amerikaner Christopher McDougall veröffentlichte daraufhin das Buch Born to Run, das den Chia-Boom auslöste.
Chiaöl wurde zu kosmetischen und künstlerischen Zwecken gebraucht. Insbesondere wurden – und werden bis heute – handgearbeitete Gefäße zur Herstellung einer glänzenden Oberfläche mit einem Firnis aus Chiaöl behandelt. Auch für Körperbemalung war Chiaöl der Grundstoff.

### Heutiger Anbau

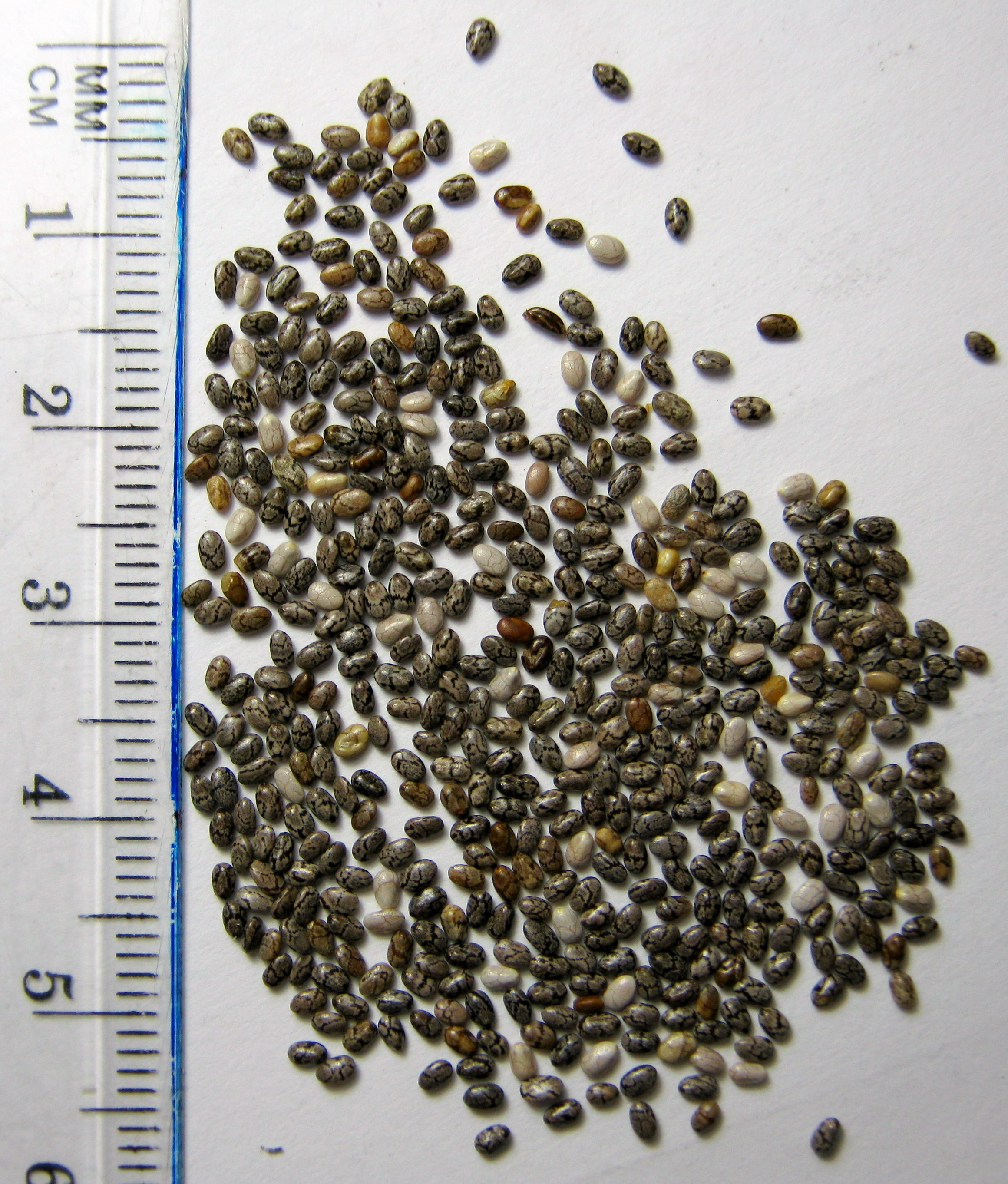
Chia-Samen

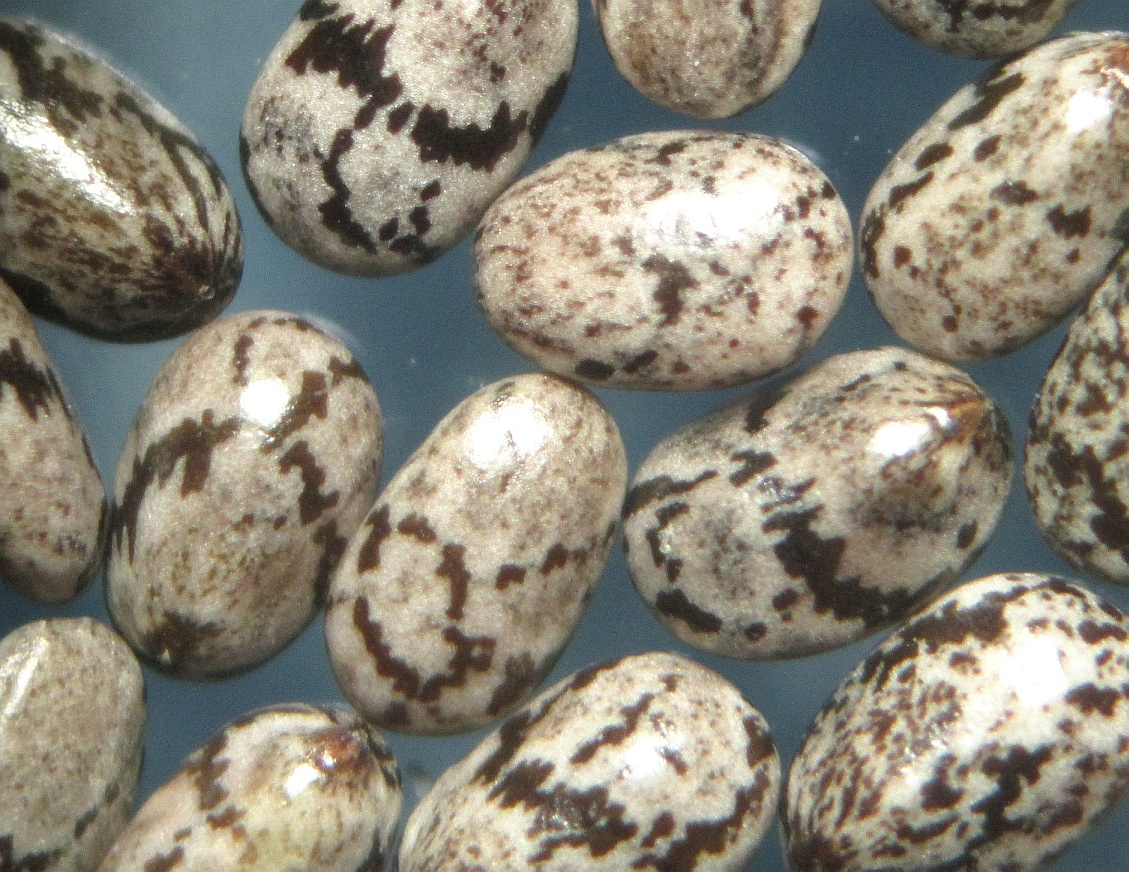
Chia-Samen vergrößert, Länge eines Samens ca. 2 mm

Kultiviert wird Chia inzwischen nicht nur in Zentralmexiko und Guatemala, sondern in mehreren Ländern Südamerikas – Bolivien, Kolumbien, Peru und Argentinien –, im Süden der USA und in Australien sowie zum Beispiel auch in Kenia. Die Pflanze wird wegen der Gefahr von Fäulnis nur in Gegenden ohne übermäßigen Regenfall kultiviert.
Bei den Azteken war Chia eine wichtige Nahrungspflanze, sie geriet aber bei den Nachkommen fast wieder in Vergessenheit. Chiasamen sind nicht nur für den Menschen ein Lieferant von Omega-3-Fettsäuren und Antioxidantien; sie werden auch als Futter für Hühner verwendet, um deren Eier mit Omega-3-Fettsäuren anzureichern. Die Samen können 120–180 Tage nach der Aussaat geerntet werden. Der durchschnittliche Ertrag liegt bei ca. 600 kg/ha, er kann aber mehr als 2900 kg/ha betragen. Der Pflanzungsabstand beträgt 0,5–0,8 m.

## Nahrungsmittel

### Zubereitung
Seit Jahrhunderten werden in Nord- und Mittelamerika von Ureinwohnern die Samen des Chia roh oder getrocknet gegessen und in Soßen oder als Verdickungsmittel benutzt. Wenn sie in Wasser eingelegt werden, bilden die Samen eine schleimige Polysaccharidschicht. Auch die Sprossen sind essbar.

### Inhaltsstoffe
Chiasamen enthalten bis zu 38 % Fette, 18 % bis 23 % Proteine, ca. 40 % Kohlenhydrate und die Vitamine A, Niacin, Thiamin, Riboflavin und Folsäure. Außerdem sind die Mineralstoffe Kalzium, Phosphor, Kalium, Zink und Kupfer sowie Antioxidantien enthalten. Chiasamen enthalten nur wenig Natrium. Der Rest sind Ballaststoffe, die in Wasser teilweise zu Schleim bzw. Gel werden. Normale und weiße Samen unterscheiden sich leicht im Nährstoffgehalt.
Das Chiaöl enthält α-Linolensäure. Gemessen am Gesamtfettanteil, lässt sich die Zusammensetzung in 60 % Omega-3-, 20 % Omega-6-, 6 %  Omega-9- und 9 % gesättigte Fettsäuren aufschlüsseln.

### Bewertung in Europa
Da Chiasamen in Europa traditionell nicht in nennenswertem Maße konsumiert wurden, fallen sie in der Europäischen Union als neuartige Lebensmittelzutat unter die Novel-Food-Verordnung und sind zulassungspflichtig. Sie wurden von der Europäischen Behörde für Lebensmittelsicherheit (European Food Safety Authority, EFSA) erstmals 2009 zur Verwendung in Broterzeugnissen mit einem Höchstgehalt von 5 % Chiasamen zugelassen. Die EFSA hatte 2005 zunächst noch abgelehnt, Chiasamen als sicher zu bewerten, da das antragstellende Unternehmen ihrer Ansicht nach Unsicherheiten über die Zusammensetzung und Sicherheit von Chiasamen nicht hatte ausräumen können. Informationen zur Verwendung in moderner Zeit außerhalb Europas lägen ebenfalls nicht in ausreichendem Maße vor. Nachdem daraufhin ein anderes Unternehmen den Antrag übernahm und weitere Daten lieferte, schlussfolgerte die EFSA, es sei unwahrscheinlich, dass sich die Verwendung von Chiasamen und gemahlenen Chiasamen in Broterzeugnissen schädlich auf die Gesundheit auswirkt, so dass der Antrag positiv beschieden wurde. 2013 wurden Chiasamen auf einen weiteren Antrag hin für Backwaren, Frühstückscerealien und Mischungen aus Früchten, Nüssen und Samen mit jeweils 10 % Höchstgehalt zugelassen; weiterhin dürfen dieser Zulassung zufolge Chiasamen als solche verkauft werden, jedoch nur vorverpackt mit einer Kennzeichnung, dass höchstens 15 g pro Tag aufgenommen werden dürfen. Im Dezember 2014 wurde auf Antrag eines chilenischen Unternehmens auch die Verwendung in Pflanzenölen (höchstens 10 %) und Nahrungsergänzungsmitteln (Höchstaufnahme 2 g am Tag) zugelassen, im Dezember 2017 auf Antrag der kroatischen Niederlassung der Meggle AG auch die Verwendung in Joghurt (maximal 1,3 g ganze Chiasamen pro 100 g Joghurt).
Chiasamen werden immer wieder als Superfood bezeichnet und mit verschiedenen Gesundheitsversprechen beworben, die zum Teil als Marketing-Hype betrachtet werden. Bislang gibt es nur wenige Anzeichen für positive gesundheitliche Wirkungen. Eine abschließende wissenschaftliche Beurteilung ist daher nicht möglich. Bis 2009 konnte keine Studie nachweisen, dass Chiasamen beim Abnehmen helfen. Durch ihr Quellvermögen wirken sie allerdings wie Ballaststoffe und können sättigend oder stopfend wirken. Ihr Nährstoffgehalt und ihre Wirkung auf die Verdauung sind vergleichbar mit Leinsamen.